# 칸칭쯔
칸칭쯔(중국어 간체자: 阚清子, 정체자: 闞清子, 병음: Kàn Qīngzǐ, 한자음: 감청자, 1988년 4월 15일~)는 중화인민공화국의 배우이다.

## 출연 작품

### 텔레비전 드라마
- 2009년 《홍루몽》 - 자희 역
- 2009년 《신 황제의 딸》- 흔영 역
- 2016년 《마작》- 리샤오난 역
- 2017년 《통천적인걸》- 모용청 역
- 2019년 《첩전심해지경칩》- 위샤오완 역

### 영화
- 2015년 《일로경희》- 안치 역
- 2016년 《초급쾌체》- 단단 역